# Gewone boomwrat
De gewone boomwrat of bloedweizwam (Lycogala epidendrum), soms ook 'blotebilletjeszwam' genoemd, is een slijmzwam behorend tot de familie Reticulariidae. 

## Beschrijving

### Uiterlijke kenmerken
De gewone boomwrat heeft een vruchtlichaam dat qua vorm lijkt op kleine kiezelstenen. Het is bolvormig of kussenvormig en is 3-15 mm groot. Hij staat alleen of in groepen. Het vruchtlichaam is aanvankelijk zacht en lichtroze, wordt later roodgrijs en vervolgens geelbruin tot zwartachtig.
Uit oranje tot vermiljoen gekleurde plakken plasmodium ontstaan in de vegetatieve fase de karakteristieke rozerode bolletjes. In de reproductieve fase wordt het organisme grijzig of bruin, gevuld met een grijze sporenmassa.

### Microscopische kenmerken
Als het rijp is, barst het ongelijk open en komt het sporenstof vrij. De bolvormige sporen zijn 6 tot 7,5 micrometer breed, aanvankelijk rozegrijs, later bleek oker.

## Ecologie en determinatie
De gewone boomwrat is een saprofyt die voorkomt op dood hout van loof- en naaldbomen. Hij kan gedurende alle jaargetijden worden gevonden. Het geslacht Lycogala bevat in totaal vijf soorten die alleen op grond van microscopische kenmerken met zekerheid van elkaar te onderscheiden zijn.

### Soortencomplex
Uit moleculair onderzoek door Leontyev et al. (2023) is gebleken dat de gewone boomwrat (Lycogala epidendrum) zoals tot nu toe opgevat in Nederland een soortencomplex is van minstens negen soorten: naast L. epidendrum zijn dat Lycogala alisaulianovae, Lycogala irregulare, Lycogala leopardinum, Lycogala maculatum, Lycogala olearium, Lycogala palianytsia, Lycogala roseosporum en Lycogala succineum. Deze soorten kunnen met behulp van een microscoop worden onderscheiden.

## Verspreiding
Deze slijmzwam komt algemeen voor in alle werelddelen. In de Lage Landen is de verspreiding zeer algemeen.

## Afbeeldingen

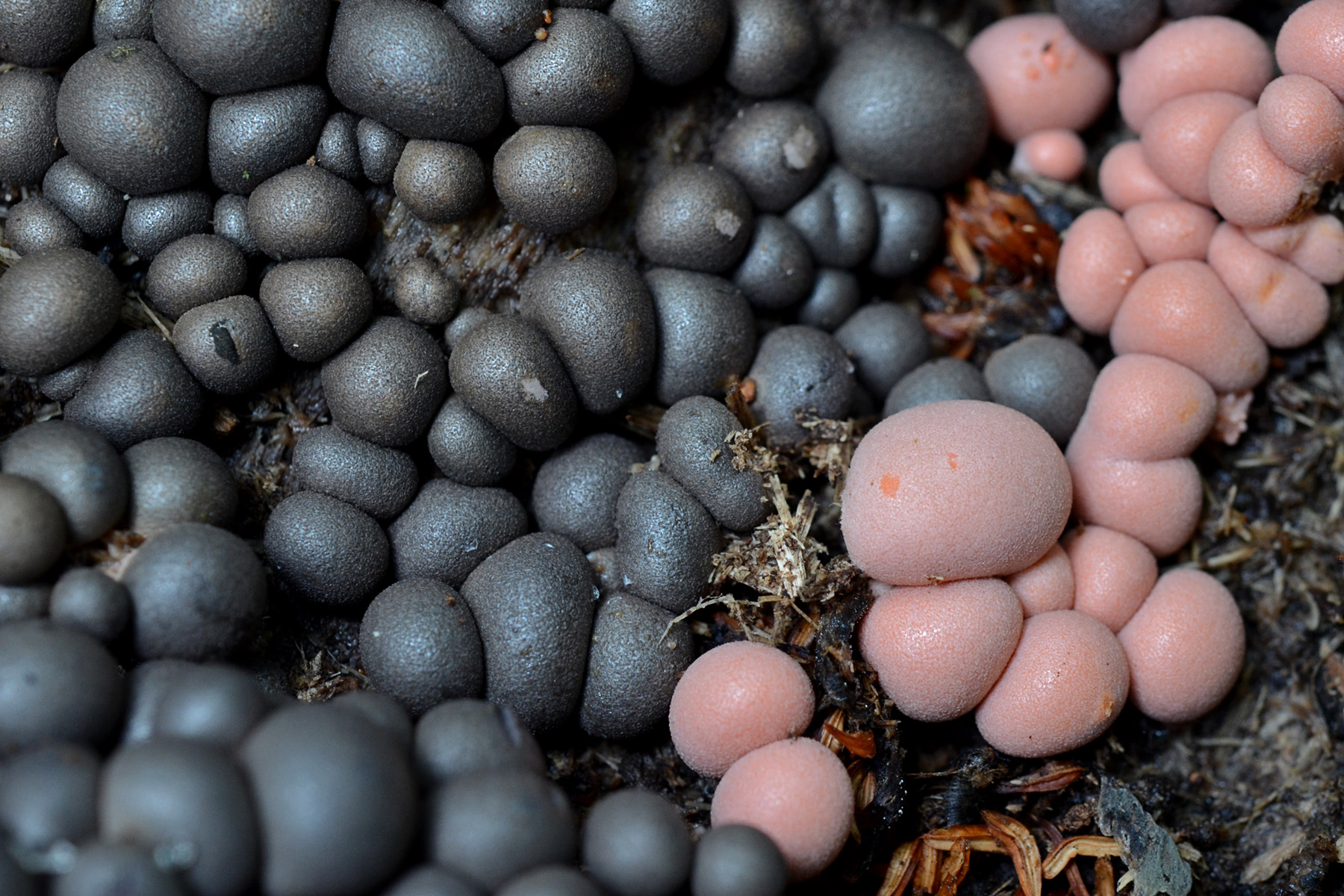
Verschillende stadia
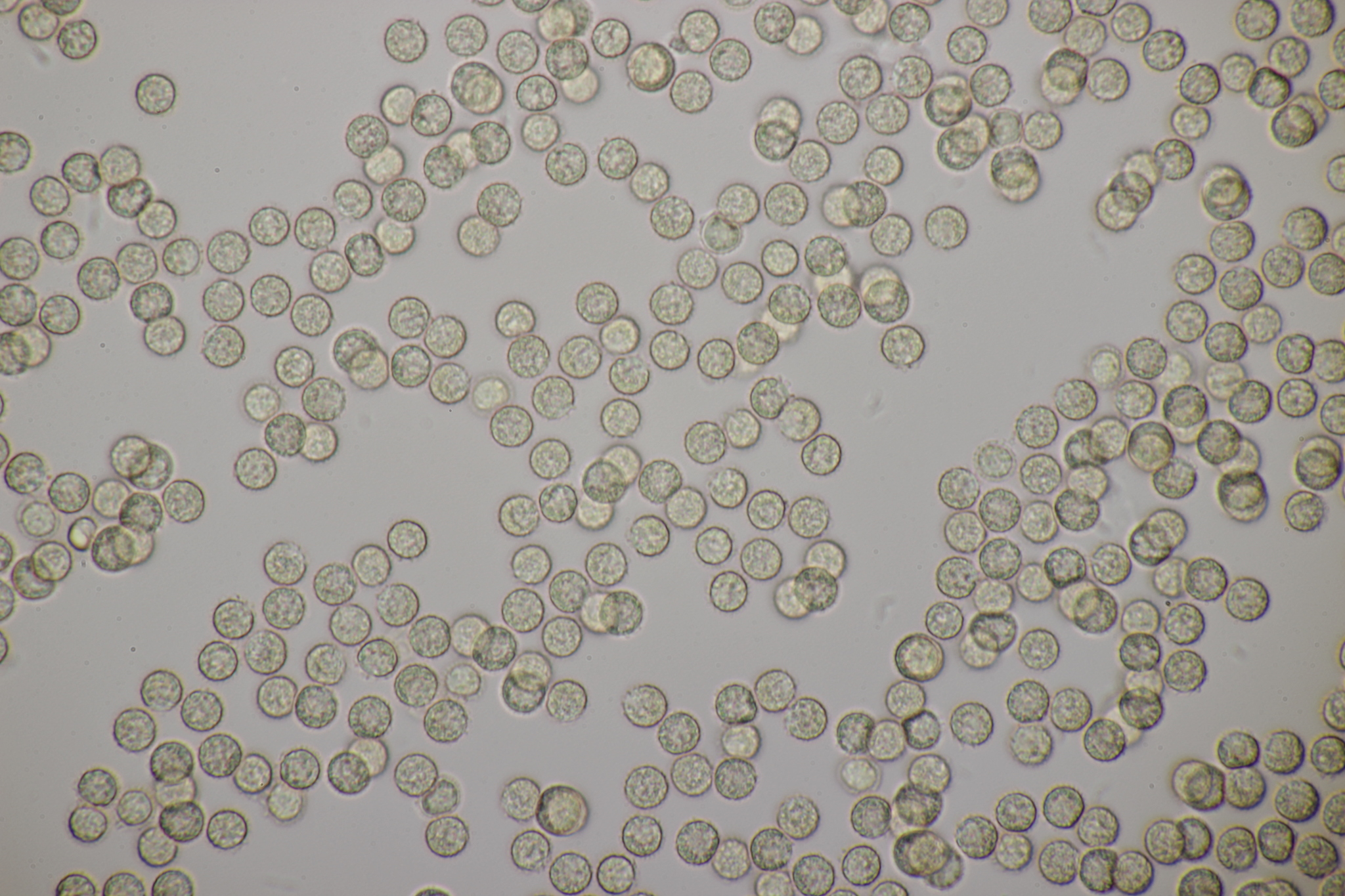
Sporen
Sporen in methylblauw